# Devil's Highway
La via Londinium-Calleva Atrebatum, più nota come Devil's Highway, fu una strada romana dell'antica provincia della Britannia, che collegava Londinium (Londra) a Calleva Atrebatum (Silchester), la capitale degli Atrebati.
A Calleva la strada si diramava in altri tre percorsi. Il percorso principale proseguiva poi fino all'importante città termale di Aquae Sulis, l'odierna Bath, mentre altri due percorsi erano la Port Way, che portava a Sorviodunum (Old Sarum), e la Ermin Street, che portava a Glevum (Gloucester).

## Storia
Il tratto londinese della strada fu riscoperto nel corso dei lavori condotti da Christopher Wren per la riedificazione della chiesa di St Mary-le-Bow effettuati negli anni 1671–73, successivamente al Grande incendio di Londra.
Scavi moderni ne datano la costruzione all'inverno del 47-48 d.C. Vicino a Londinium era ampia circa 7,5-8,7 m ed era pavimentata con ghiaia (via glareata).
Fu ricostruita più volte, almeno due delle quali prima del sacco di Londra compiuto dalle truppe di Budicca, nel 60 o nel 61 d.C..

## Itinerario
Questa strada collegava Londinium a Calleva Atrebatum passando per Pontes (Staines). In questa località avveniva l'attraversamento del Tamigi, probabilmente in corrispondenza della Church Island, sita circa 200 metri a monte del ponte dell'odierna A308 (London Road).
Nel tratto londinese, la strada iniziava presso il ponte sul Tamigi e giungeva a quella che poi sarebbe stata la Newgate del London Wall. Proseguiva quindi per la Ludgate Hill e oltrepassava il Fleet, dividendosi poi nella Devil's Highway e nel percorso della Watling Street, che puntando in direzione nordovest portava a Verulamium (St Albans).